# Harold i Kumar uciekają z Guantanamo
Harold & Kumar Escape from Guantanamo Bay (pol. Harold i Kumar uciekają z Guantanamo) – komedia amerykańskiej produkcji z 2008 roku. Film jest sequelem, a jego akcja rozpoczyna się parę minut po zakończeniu pierwszej części pt. O dwóch takich, co poszli w miasto.